# Manuel Manrique De Lara
Manuel Manrique De Lara (født 24. oktober 1863 i Cartagena, Spanien - død 27. februar 1929 i St. Blasien, Tyskland) var en spansk komponist og dirigent.
De Lara studerede komposition, harmonilærer og kontrapunkt hos Ruperto Chapi. Han har skrevet en symfoni, symfoniske digtninge, orkesterværker, strygerkvartetter, teatermusik, kammermusik etc. Han dirigerede flere symfoniorkestre som f.eks. Madrid Symfoniorkester. Han var stærkt påvirket af Richard Wagner og den tyske skole, og af spansk, nord afrikansk og asiatisk folklore.

## Udvalgte værker
- Symfoni (i E-mol) (1892) - for orkester
- Dommedag (1890) - for orkester